# ویلی پدج
ویلی پدج (انگلیسی: Willi Padge؛ زادهٔ ۴ اکتبر ۱۹۴۳) قایقران روئینگ اهل آلمان است.
وی در مسابقات کشوری و بین‌المللی در مجموع برندهٔ ۲ مدال طلا شده‌است.